# Shetlandská plemena zvířat

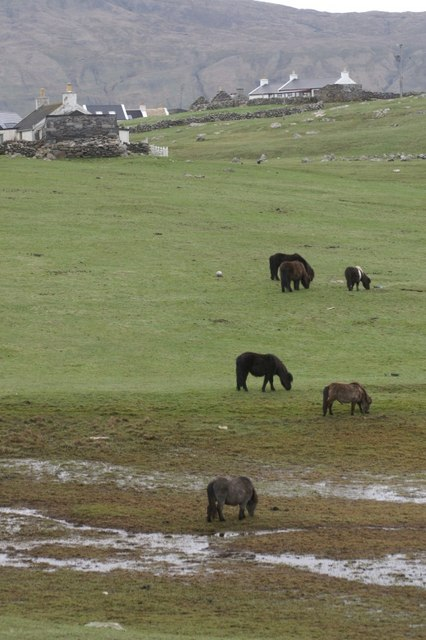
Shetlandský pony na pastvě poblíž Papil, West Burra, Shetlandské ostrovy

Domácí zvířata se na Shetlandy dostala s prvními osadníky z Norska - Vikingy kolem 8.-9. století. Od té doby se dokonale přizpůsobila místním drsným podmínkám, a vytvořila místní plemena.

## Shetlandský pony
První písemná zmínka o shetlandském pony pochází z roku 1603 v "Court Books of Shetland".

## Sheltie

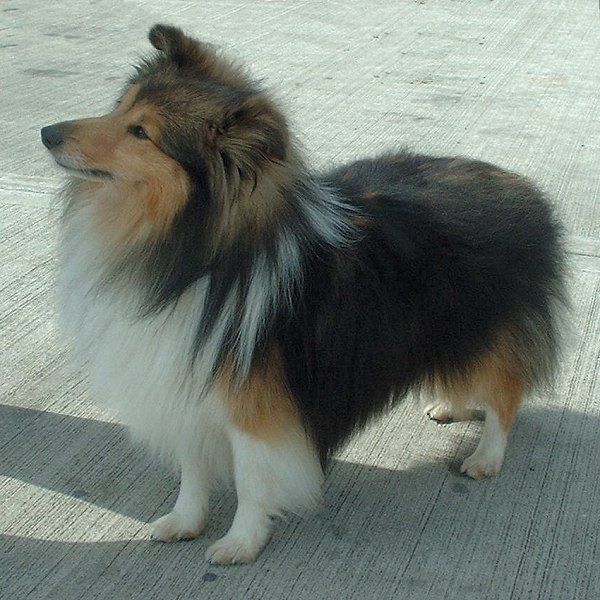
Sheltie

Shetlandský ovčák, sheltie, je plemeno psa původně vyšlechtěné k hlídání a shánění stád ovcí. Toto plemeno se považuje za výsledek křížení dlouhosrstých kolií s domácími psy na Shetlandských ostrovech, ale zřejmě má více krve původních keltských ovčáků. Sheltie je známá už od 18. století.

## Shetlandský dobytek
Shetlandský dobytek je velmi odolné plemeno s mléčnou a masovou užitkovostí. Moderní shetlandský dobytek je nejčastěji černo-bílo flekatý.

## Shetlandské ovce

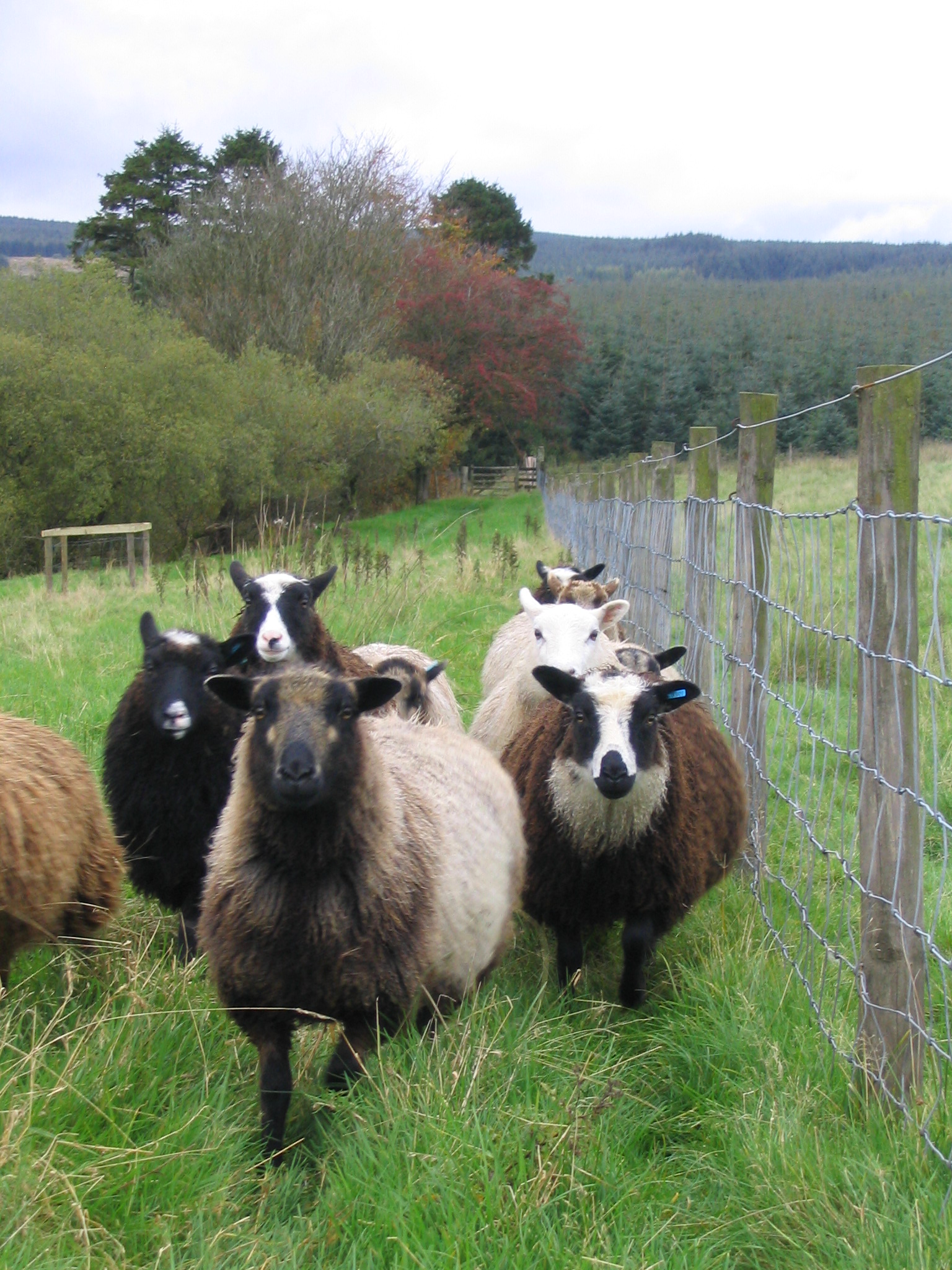
Shetlandské ovce

Shetlandské ovce patří mezi severoevropská krátkoocasá plemena ovcí. Podobně jako ostatní místní plemena zvířat jsou malé, velice odolné a přizpůsobivé.

## Shetlandské prase
Shetlandské prase, známé také jako Grice, bylo malé prase, které vyhynulo kolem roku 1930. Kdysi se chovalo také ve Skotsku a v Irsku.

## Shetlandská husa
Shetlandská husa je malé plemeno husy domácí, které se vyznačuje pohlavním dimorfismem - samec je čistě bílý, samice šedě-bílo flekatá.

## Shetlandská kachna
Shetlandská kachna je černá s bílou náprsenkou. Podobá se pomořanským kachnám ze severního Německa a švédským modrým kachnám, se kterými sdílí stejný původ, ale liší se menší velikostí, což je adaptace na místní drsnější podmínky.